# کریستال کاستلز
کریستال کاستلز (به انگلیسی: Crystal Castles) یک گروهٔ موسیقی الکترونیک می‌باشد که در سال ۲۰۰۶ و در تورنتو، انتاریو توسط تهیه‌کننده موسیقی-ترانه‌پرداز ایثن کث و خواننده-ترانه‌پرداز آلیس گلس که بعدها ادیث فرانسیس جایش را پر کرد، شکل گرفت.